# 電報

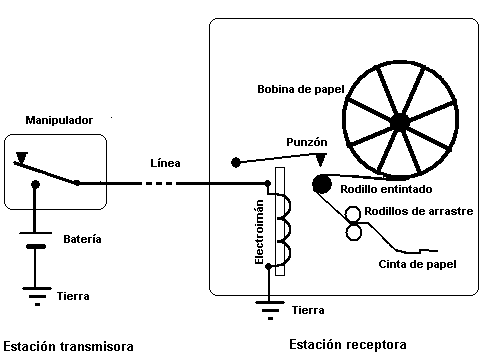
システムの略図

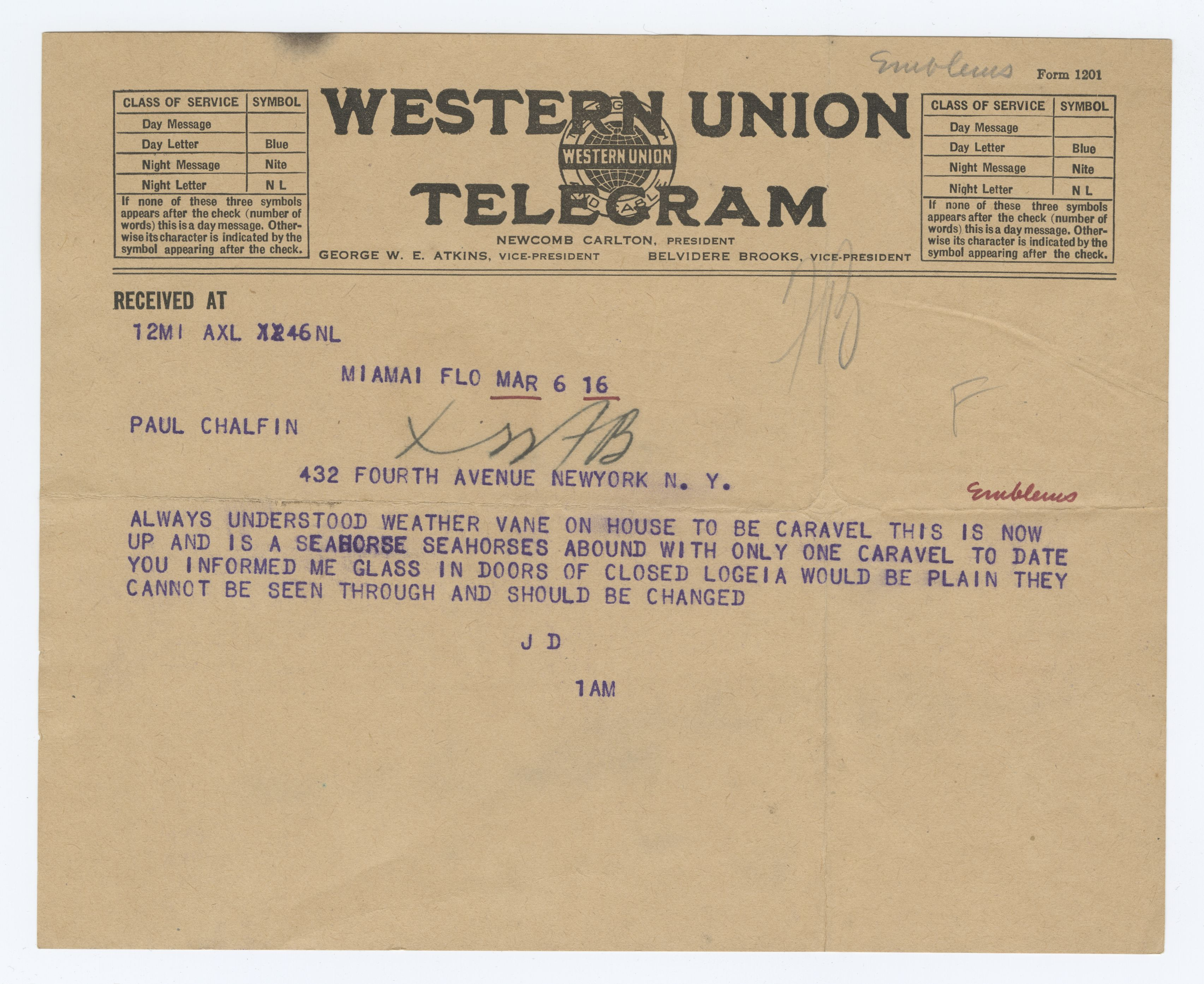
配達された文書の例

電報（でんぽう、英: telegram ）とは、通信内容（メッセージ）を電気通信的手段（電信）で伝送し、それを紙などに印刷して配達するサービス。

## 概要
電話のような音声ではなく文字が記録として相手に届く点と、受信者が設備を持たずとも利用できる点が他の電気通信サービスと異なる。
次のような特徴があった。（20世紀の手紙・電話・無線通信との比較）
- 手軽に送れる（簡易性）[1] （無線通信などと異なり、自身が無線関連の資格や設備を持たなくても送れる）
- 速く届く（迅速性）[1]。（郵便による信書よりも速い）
- 記録が紙面に残る（証拠性）[1] （電話と異なり、メッセージ内容が紙に印刷された文字の形で証拠として残る）[注釈 1]

日本では世間一般に電話が普及するまでは肉親の危篤など緊急連絡手段に用いられており、1960年代頃までを舞台とした邦画では、危篤などの緊急連絡を知らせる電報が配達されるシーンがあることが多い。その後、電話が一般家庭に普及したことにより緊急連絡に用いられることは滅多になくなった。現在の日本では、電報の多くは冠婚葬祭（主に結婚式や葬式）での祝電や弔電用に使われており、NTTのWebサイト（ホームページ）や電話から申し込むことができ、料金はwebがやや安く電話がやや高い。電話申込の電話番号は115など。
電文の伝達手法は、モールス信号を使用して電信技師が人力で打鍵と聴取を繰り返しながら多くの電報局を中継する方式から始まり、テレタイプ端末と交換機による電報局間自動中継を経て、ISDNパケット通信による配達委託先への直接伝送・印刷が使用されるようになり、リストラも進んだ。

## 歴史
電報は、モールス符号の発明者として知られているアメリカ人サミュエル・モールスが1837年に作製した電信機をもとにして始まった。
アメリカでは民営事業として始まったが、その他の多くの諸国では国営事業として経営されてきた。日本では政府により1870年1月26日（旧暦の明治2年12月25日）に、東京―横浜間で国内電報の取扱いが始まった。1871年には大北電信会社（たいほくでんしんがいしゃ／本社デンマーク）により、長崎―上海間および長崎―ウラジオストク間で国際電報の取扱いが始められた。

### アメリカでの歴史
アメリカ合衆国での電報の始まりは、1844年5月26日、サミュエル・モールスが、ワシントンからボルティモアのアルフレッド・ベイルへ打ったことから始まり、電文は「神が造り給いしもの」だった。その後1846年、ニューヨーク - ワシントンD.C.間に電信が開通した。
電報はまず政府・報道・鉄道などの業務用として普及し、日常生活でも後に普及した。
1851年にいくつかの電報会社が設立されたが、1856年4月に合併し、ウェスタンユニオンが設立された。1861年、同社は大陸横断電信線を敷設。電報の通達速度はポニー・エクスプレスや大陸横断鉄道による郵送に勝り、事業は1920年代から30年代にピークを迎えた。20世紀末には衰退し、2005年に配達されたのは2万通だけであった。ウェスタンユニオンは2006年1月27日、最後の電報を配達して電報事業から撤退したが、その後もアメリカではiTelegramやAmerican Telegram（現：AT&T）により電報サービスが続けられている。

## 日本の電報サービス

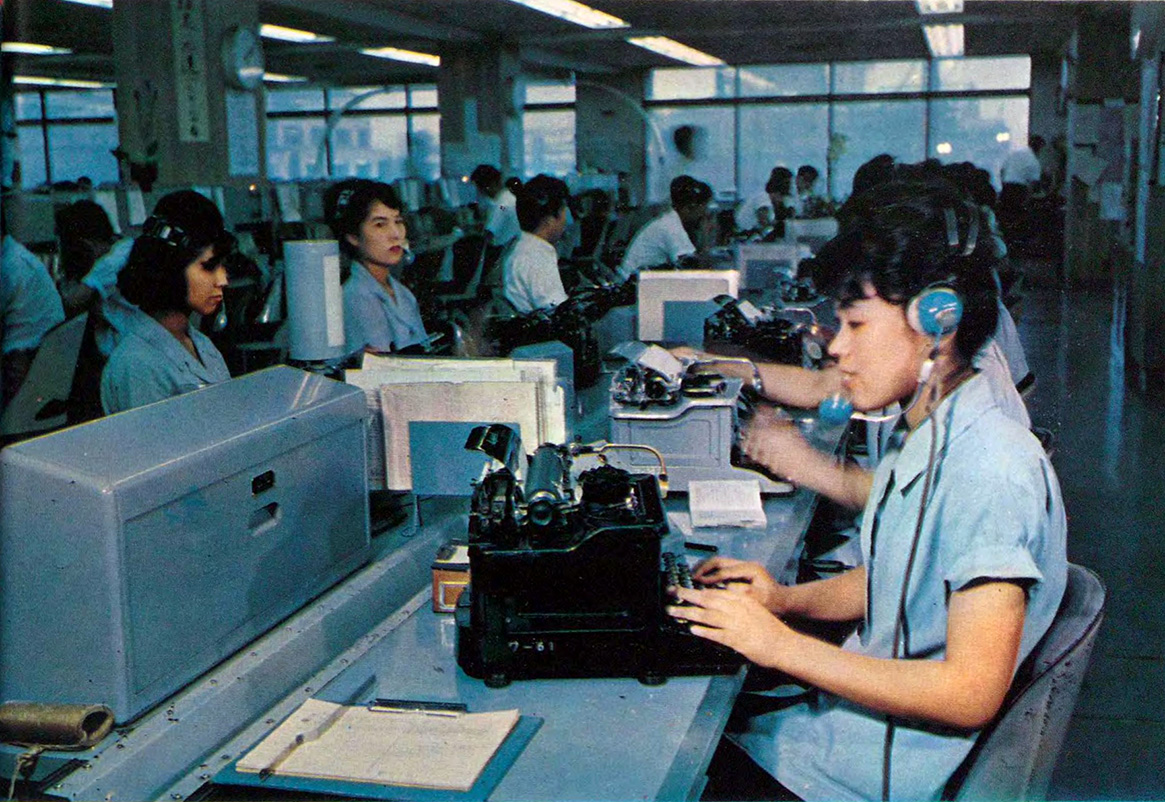
1960年代の東京中央電報局での電話受付

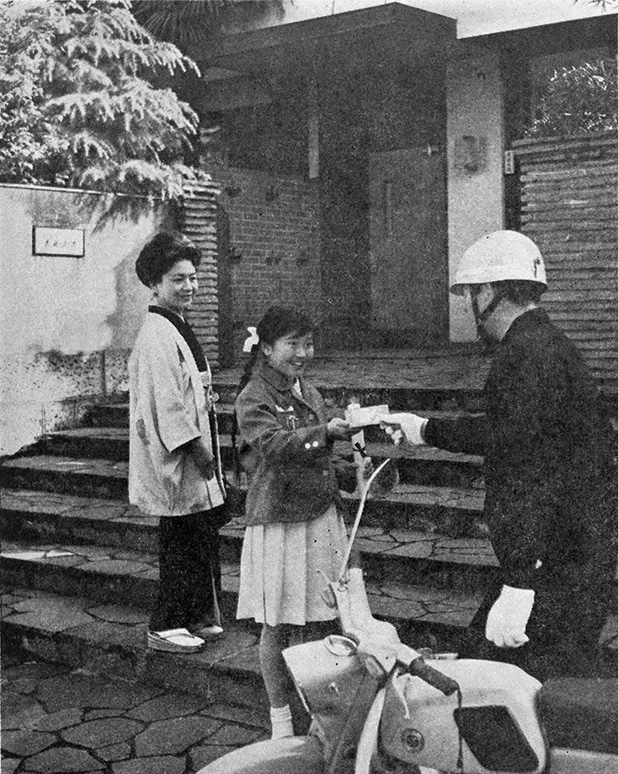
電報を配達する局員

電気通信事業法附則第5条で電報の事業（配達の業務を含む）を電気通信役務とみなし、受付及び配達の業務については日本電信電話公社→日本電信電話株式会社の承継人である東日本電信電話株式会社（NTT東日本）、西日本電信電話株式会社（NTT西日本）及び国際電信電話株式会社（KDD）→KDD株式会社の承継人であるKDDI株式会社のみ許可されている。
慶弔電報に関しては、冠婚葬祭等の祝電・弔電用として1936年に逓信省が開始。
1980年代までは電報電話局での内国電報の受付と外国電報の託送受付、旧KDDの各支店での外国電報の受付に加えて、郵便局・農業協同組合・漁業協同組合・国鉄の主要駅が内国電報を受け付けていた。地域によっては郵便局が配達の業務を受託していた（かつて営業していた大北電信会社では長崎国際電信局にて外国電報を取り扱っていた）。
加入電信網（テレックス）・国際テレックス網のサービス終了まではテレックスでの電報受付及びテレックスへの電報の送達も行われており、国際電報のテレックスへの着信にはテレックス番号の他にケーブルアドレスも使用された。
緊急連絡手段としての用途が薄れ、農業協同組合・漁業協同組合・国鉄主要駅での電報受付終了や、郵政省の電報類似の電子郵便（レタックス）への移行により、電報受付終了、電報電話局の窓口縮小、KDDの各支店閉鎖などにより、現在では営業窓口の他、電話、インターネット、ファクシミリにて受付されている。また、内国電報の配達は配送業者に委託され、着信外国電報の配達は日本郵便株式会社に委託されている。

### NTT東日本・NTT西日本の国内電報
電報の種類は電報サービス契約約款第5条に定める。
通常電報
配達日指定扱、慶弔扱等の特別取扱が可能。2023年1月10日まで、かな・数字・記号のみのかな電報と漢字も使用できる漢字電報の2種が存在したが、現在は漢字かな電報に一本化された。
定文電報（2023年1月11日廃止）
かな・数字・記号の文字等を用いて通信文に定文を使用する電報。夜間配達扱・翌朝配達扱の特別取扱が可能。現在、死亡の通知、危篤の通知、病気の通知、怪我の通知、入院の通知、事故の通知、被災の通知、その他の緊急連絡の8区分からなり、区分ごとに数種類の定型文が用意されている。定型文を使用するが、その前後20文字以内で任意の文を付すことができる。
無線電報（2023年1月11日廃止）
かな・数字・記号の文字等を使用する電報であって、船舶電報サービス取扱所において送信又は受信される電報及び船舶託送発受設備において発信し又は配達を受ける電報。和文無線電報・欧文無線電報の2種があり、事前に登録された沿岸船舶との間で発信・受信する。

#### 通常電報
配達日の1か月前から申込可能で、翌日以降の日の午前・午後の指定での配達ができる。急ぎの場合（特に弔電）は、14時受付分までが当日中に配達となる。Web（インターネット）受付サービスはD-MAILの愛称がある。12月31日から1月3日は配達員による配達を行わず、電話による配達となる。
慶事用の「お祝い電報」、弔事用の「お悔やみ電報」ともに数種類の台紙から選べるようになっている。なお、電報料のほかに種類に応じて台紙料など別途料金が必要となる場合がある。メロディ電報・メロディボイス電報、同時に物品を配達できることを生かしたフラワー電報・押し花電報・刺繍電報・うるし電報・ぬいぐるみ電報などで付加価値をつけている。

#### 定文電報（2023年1月11日廃止）
定文例を用いた緊急連絡用の電報である。午前8時から午後7時受付分を当日に配達する。

#### 無線電報（2023年1月11日廃止）
事前に登録された沿岸船舶向けに、24時間受付・伝送が行われている。

### KDDIの国際電報
電報の種類は国際電報サービス契約約款第10条・第11条に定める。
人命安全電報
国際電気通信連合憲章第40条の規定に基づく、海上、陸上、空中及び宇宙空間における人命の安全に関する電報及び伝染病に関する特別に緊急な電報で、世界保健機関の本部又はその地域機関が発信する電報。
国際連合憲章電報
国際連合憲章第6章、第7章及び第8章の規定の適用（地域紛争、ある加盟国による他の加盟国への不正な侵略への対処）上における危急の場合に、一定の有資格者が発受する電報。
官報
国際電気通信連合憲章附属書に定める一定の有資格者が発信する電報及びその返信。
気象電報
気象の観測又は予報のみを内容とする電報で、気象庁や気象台と公の関係にある局相互間において発受するもの。
赤十字電報
「捕虜の待遇に関する1949年8月12日のジュネーヴ条約」（1953年条約第25号）又は「戦時における文民の保護に関する1949年8月12日のジュネーヴ条約」（1953年条約第26号）に基づき、赤十字社が発信する電報。
郵便送金電報
外国との間に為替及び払込為替を電信によって交換するため外国郵便為替交換局が差し出し、外国郵便為替交換局又は郵便小切手局が受け取る電報並びに外国との間に振替及び払込みを電信によって交換するため、郵便小切手局が発受する電報。
ITU料金免除電報
国際電気通信連合条約第32条第24号に規定する料金の免除を受ける権利に基づき、国際電気通信連合の会議及び会合への代表、代表者等が発受する電報。
一般私報
上の各電報以外の電報。
なお、国際無線電報として外洋船舶向けに24時間受付・伝送が行われていたが、日本国内の海岸局（無線局）の廃止に伴い取扱終了となっている。
KDDIグループではKDDIエボルバを通じて国内向けの電報類似サービスであるでんぽっぽを展開している。

### 電報類似サービス
日本郵便株式会社が電子郵便（レタックス）サービス・電子内容証明郵便サービスを実施している。
2003年の民間事業者による信書の送達に関する法律（信書便法）の施行以後、電気通信事業者でない郵便事業者（日本郵便）や民間事業者（特定信書便事業者）が類似のサービスを行っており、その数は2012年時点で200社以上にのぼる。
2009年6月1日、総務省告示「電気通信番号規則の細目を定めた件」が一部改正され、電報受付電話番号「115」番がNTT東西以外に、特定信書便事業者が提供する電報類似サービス（提供条件が電報に準ずる特定信書便役務）の受付用にも開放された（Ex.ソフトバンクの孫会社「PSコミュニケーションズ」の「ほっと電報」〈2021年8月31日サービス終了〉、佐川急便のグループ会社「佐川ヒューモニー株式会社」の「VERYCARD」）。

## 日本での歴史

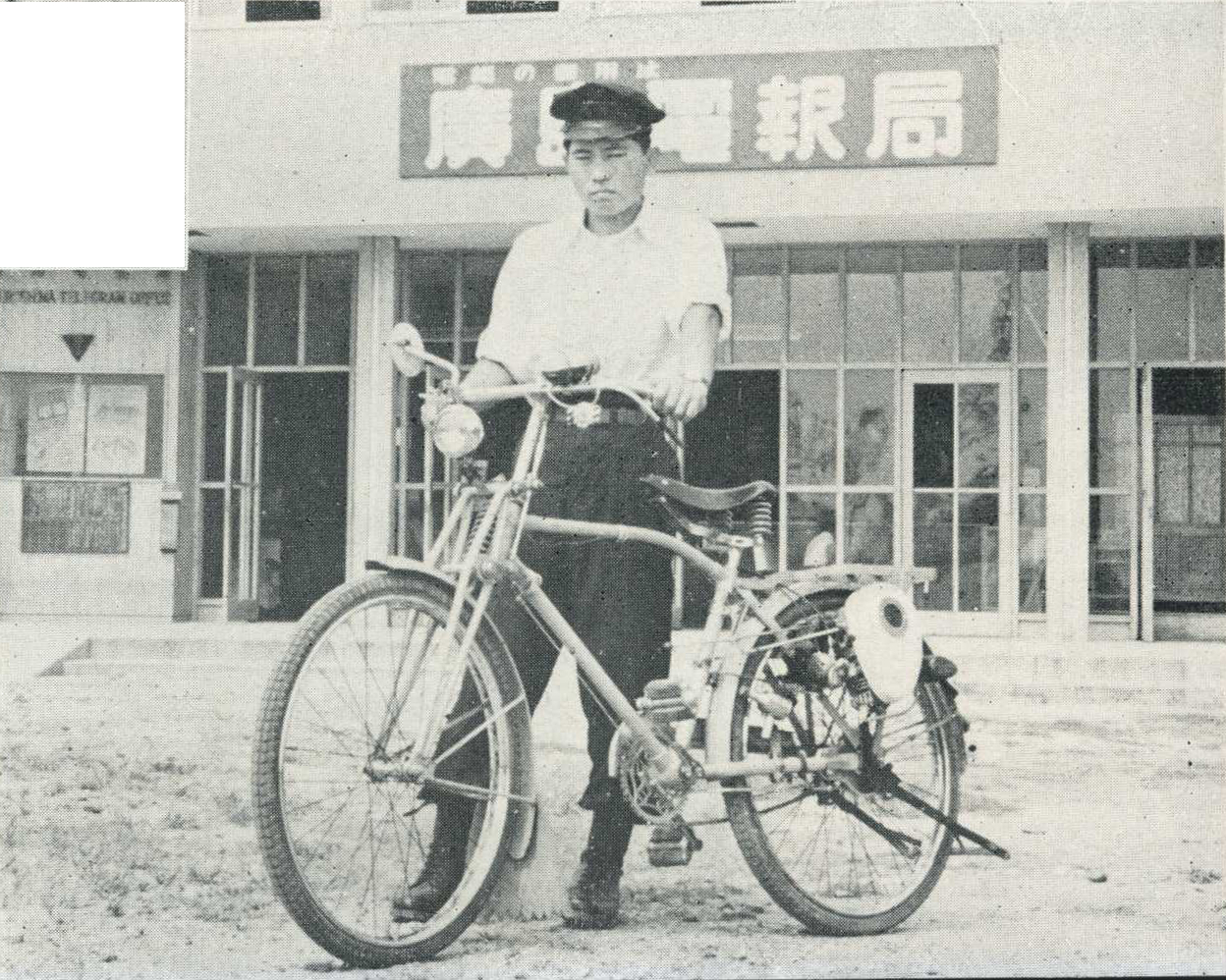
1950年代の電報配達人(広島電報局)。

黎明期の日本の電報の普及は日清・日露戦争と深い関係にあった。
- 1870年1月26日（明治2年12月25日）：東京 - 横浜間の国内電報が開始される。電信局（民部・大蔵2省所管）を置き、通信規則・料金を定め、公衆電報の取扱を開始した（公私一般通信の初め）[7]。
- 1871年：大北電信会社（グレート・ノーザン・テレグラフ。デンマーク資本）による長崎 - 上海、長崎 - ウラジオストク間の海底電信線敷設。欧亜陸上電信線経由で国際電報が開始される。
- 1873年：東京 - 長崎間の国内電報が開始。大北電信会社とも接続され、逓信省による国際電報の託送が開始された。以後、国内各地への電信線の敷設が急速に進められた。
- 1877年：（西南戦争勃発）
- 1878年：東京木挽町に電信中央局が開業したことにより、海外電報の取り扱いが開始。以後、本格的な電信利用が始まる。
- 1883年：大北電信会社による呼子 - 釜山間の海底電信線敷設。同社に20年間の海外通信の独占権を与える。
- 1890年：呼子 - 対馬間の海底電信線を大北電信会社から買収。
- 1894年：（日清戦争勃発）
- 1897年：日本独自の大隅半島 - 基隆間海底電信線敷設。
- 1898年：台湾 - 福建間の海底電信線を日本が買収。イースタン・テレグラフ・カンパニー社（大東電信会社、イギリス資本、後のケーブル・アンド・ワイヤレス社）のThe Red Routeにより接続される。
- 1904年：（日露戦争勃発）
- 1904年5月7日 - 1905年9月29日：読売新聞が、本紙直接購読者を対象に、電報料読者負担で重大事件の速報を電報で伝える「電報通信」サービスを行う[8]。
- 1906年：東京 - 小笠原 - グアム間の海底電信線敷設。日本とアメリカがコマーシャル・パシフィックケーブル社（商業太平洋電線会社、アメリカ資本）のマニラ - グアム - サンフランシスコ線により接続される。
- 1908年：無線電報サービス開始。
- 1910年：（韓国併合）
- 1911年：対馬 - 釜山間の海底電信線を大北電信会社より買収。
- 1914年
  - 第一次世界大戦による好景気で国内・外国電報の利用数が激増する。
  - 朝鮮 - ウラジオストク間の陸線連絡及び南北樺太間の陸線連絡が設けられる[9]。
- 1930年：写真電報サービス開始。
- 1934年：年賀電報サービス開始。
- 1936年：慶弔電報サービス開始。
- 1943年：大東電信会社の運用権を買収、海底電信線を日本領海内で切断、大東電信の名称が国内から消える。
- 1946年：模写電報サービス開始。
- 1955年：大北電信会社の請求権解決取極（戦後賠償）。
- 1969年：大北電信会社の独占権喪失。
- 1976年：至急電報（ウナ電）サービス終了。
- 1985年：夜間配達を19時から翌朝8時に受け付けた緊急定文電報のみに変更。
- 1988年：ひらがな電報サービス開始。
- 1991年3月31日：受付時間を8時から22時までに変更。

- 1994年：漢字電報サービス開始。

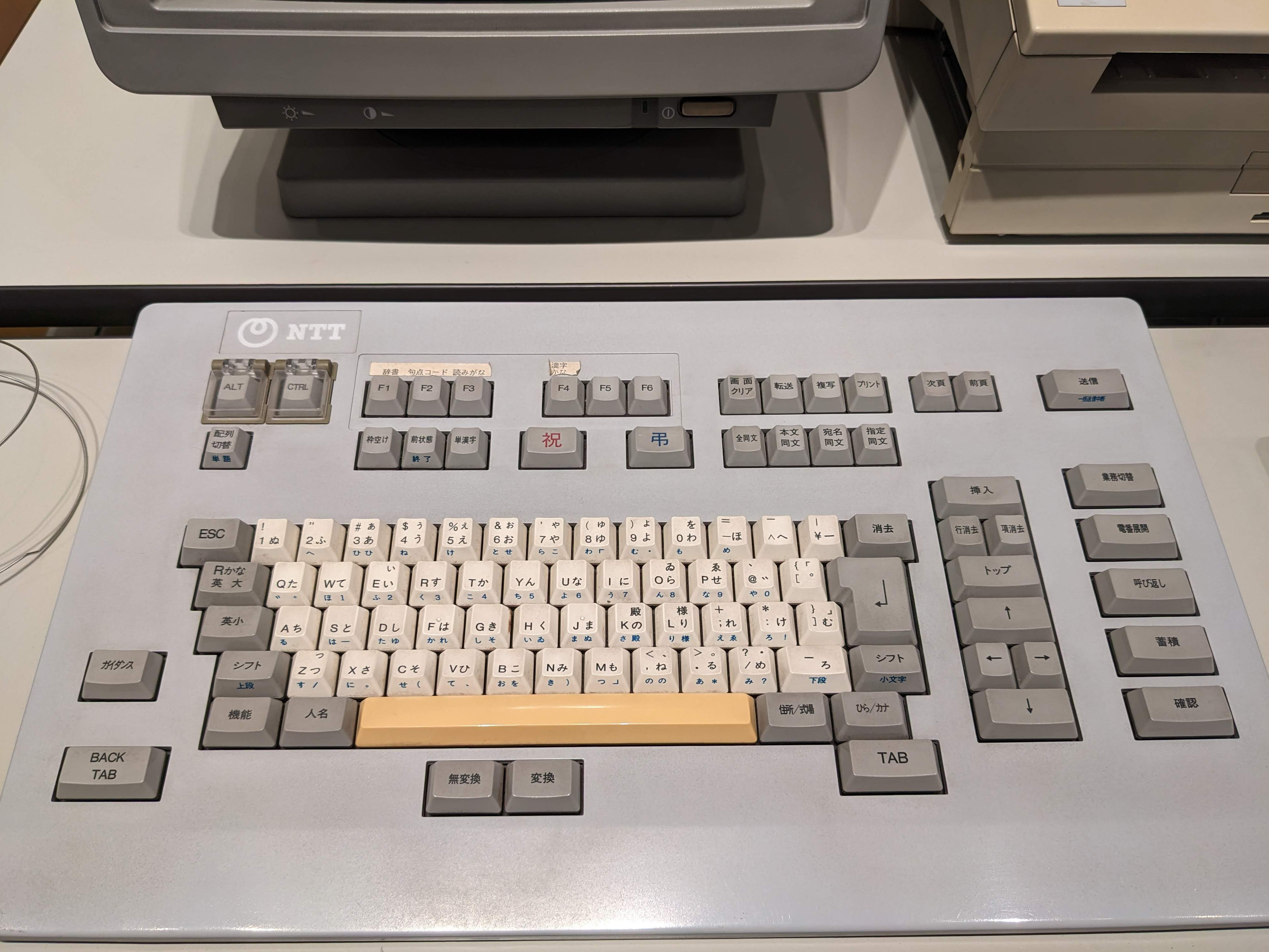
漢字電報に対応した受付入力装置のキーボード（NTT技術史料館所蔵）

- 2004年4月1日：千代田電報配達所と中央電報配達所合併。日本一のマンモス配達所になる。
- 2018年1月1日：緊急定文電報を定文電報に名称変更し、受付時間を午前8時から午後7時に短縮。また、通常電報の受付時間も午後7時までに変更。
- 2023年1月10日：定文電報、無線電報、ファクシミリによる電報受付終了。[10][11][12]
- 2023年1月11日：料金体系を文字数単位料金から、ページ単位料金へ変更。

### 戦前の電報

#### 区分
電報規則、無線電報規則、日満電報規則、日華電報規則等で定められていた。
内国電報
内地ならびに台湾、朝鮮、樺太、関東庁管内、南洋庁管内相互間の電報。
日華電報
内地、台湾、樺太、南洋ヤップ島と関東庁付属地または中華民国芝罘との間ならびに朝鮮、関東庁付属地および芝罘との間の電報。
日満電報
内地、朝鮮、台湾、樺太又はヤップ島と、関東州、南満洲鉄道付属地又は満洲国との間、及びこれら各地と芝罘との間で行なわれた電報である。これは、日本政府の電信系と満洲電信電話の電信系による。本文全部が数字で記載された和文電報では、名宛を中国電報新編による数字で記載することができる。料金は最低5語分が課せられる（1語とは、本文及び指定を通じて、各5字又はその端数ごと）。名宛は全て2語として計算され、連記された第2以下の名宛、発信人名及び逐書した追尾電報又は再送電報の第2以下の居所は、字数に関わらず1語と計算される。特殊扱いには、至急、照校、電報受信報知、郵便受信報知、同文謄写、時間外、別使配達及び艀船配達があり、新聞電報には至急、同文謄写、予約新聞電報及び予約同文謄写があり、翌朝配達、別使配達料受信人払及び艀船配達料受信人払の取扱いはなく、この他は概ね内国電報と同じである。日満無線電報は、内地、朝鮮、台湾、樺太及び南洋群島にある海岸局又は関東州、南満洲鉄道付属地及び満洲国にある海岸局によって日本又は満洲国の船舶局もしくは託送発受所と送受し、取扱いは概ね内国無線電報と同じである。日満年賀電報もある。
外国電報
万国電信条約（現・国際電気通信連合条約）および同付属国際業務規則に従って日本と外国との間で発受された電報。上海発着の和文電報も外国電報であった。電報には、有線（海底ケーブルを含む）と無線があり、用語は、普通外国語のほか、ローマ字綴りの日本語も、隠語、秘語も許された。種別では、普通電報、至急電報、一部至急電報、照校電報、受信報知などがあって、特別電報として後回し電報、書信電報（day letter telegram）、クリスマスおよび新年祝賀電報、料金受信人払電報、このほか海上電報、信号電報、新聞電報、無線同報電報などがあって、料金の低減などの特典があった。

#### 内国電報の特殊取扱
局待電報
急いで返信を受け取りたい場合に、電報の差出人が発信局で待っていて、そこで返信を受けることができた。これを局待電報といった。指定略符号は和文はヤム。この指定をすることにより名宛人は差出人が局で待っていることを知り、局気付で返信を出した。付加料金は1音信に相当する料金（和文で15字分、欧文で5語分）。
再送電報
受信人の居所異動などの場合、受信人または宿所の者の請求によってその移転先の新居所に再送される。再送1回ごとに新たに電報を差し出したものとして相当する電報料が徴収されたが、通常受信人がこれを支払った。再送請求期間は着信日から3日間。指定略符号は和文はナチ（欧文符号でRF）。
至急電報
普通電報に先立って送達された。官報、局報及び私報があった。料金は、官報は通常電報料金の2倍、私報は通常電報料金の3倍であった。指定略符号は和文はウナ（欧文符号でUR）。
受信報知電報
電報が受信人に送達された日時を着信局から発信人に電報で報知したものである。指定略符号は和文はツニ（欧文符号でPC）。
照合電報
電文の誤謬を未然に防止する為に送受の際に名宛及び本文を反復照合して伝達される。付加料金は通常電報の4分の1であった。指定略符号はムニ。
親展電報
受信人以外の者による開披を憚る電報に対してその指定によって封緘を施されたもの。指定略符号は和文はニカ（欧文符号でCL）。発信人は指定を付加すればよく、付加料金は不要であった。
追尾電報
指定略符号はチラ。受信人が今日はA地、翌日はB地というように転々として移動する場合に、以下の2つの方法があった。
1. 発信人が受信人の所在地を予想して頼信紙にそれを記載する。
2. 行先は配達局の調査に一任してわかるかぎり追尾する。

追尾は電信によるのであり、電報送達紙が郵便で送られるのではなかった。料金は追尾箇所1箇所ごとに新規料金を要し、既納料金で不足するときは受信人から不足料金を徴収した。
同文電報
同一の電信官署に着信し、または同一の市町村に宛てた電報で、電報本文が同一である時に、これを一括して「同文電報」として取り扱った。この場合は、原信に指定略符号ムヨを付加し、その他の各通には本文の記載を省略し、なお幾通を一括にするのかその通数を電報頼信紙の余白に付記した。料金は原信（一般電報料と同一料金）のほか1通ごとに15銭であった。同文電報のうち1通もしくは数通に対して至急、照校、時間外の特殊取扱を請求することはできなかったが、その他の、追尾、親展などの特殊取扱を請求することはできた。なお至急、照校、時間外の特殊取扱は原信についてのみ特殊取扱料を納付すればそれでよかった。
留置電報
電報の受取人が旅行、行商などをする者で、居所が一定しない場合に利用された。発行人は受取人が便利な電信局または郵便局を指定して発信する。留置期間は到着日から3日間、その日限内に受信人に交付することが出来ない時は着信電信官署に保管され、その旨、発行電信官署経由で発信人に通知された。指定略符号はムナ。有料文字数に算入されるほかは特別料金は要しなかった。
艀船配達電報
船舶に宛てられた電報で、艀船で配達された。料金は30銭。但し配達実費がこれを超過するもの、また配達上、別使と艀船の両方を要する場合発信人がその一方のみを指定した時も配達し、その不足額を発信人から追納させた。艀船配達料を受信人払とする取扱もあった。
別使配達電報
電報の直配達区域外に宛てた電報で、特使によって配達された。料金は着信局から8km以内は30銭、8kmを超えるときは4kmまでごとに25銭。発信人が納付した別使配達料で不足する時は受取人から徴収した。島嶼に配達する別使電報はその里程に関わらず30銭、配達実費が超過する時は実費額を徴収した。別使配達料を受信人払とする方法もあった。この電報が配達された時は電報受取紙に受信人が捺印または署名をなすことによって授受を明らかにした。予め受信人から自分宛の配達方の指定のない電報についてもその請求をすることが出来た。
返信料前納電報
電報を差し出すとき返信に要する電報料金を前納したものである。着信局所において前納料金額を記載された返信料前納証書を発行して、その電報と共に受信人に送達する。但し着信電報を電話により送達する時は前納証書を3日間、着信局所に留置き、もしも受信人がこれを使用しないときは、受信人に送達する。受信人は返信料前納証書で電報を発信することは差し支えないが、前納証書1通で数通の電報料金に充当し、または数通で1通の電報料金に充当することは出来ない。前納電報料が不足する時はそれに相当する不足額を追納すればよかった。返信料前納証書の使用期間は発行日から30日間。
年賀電報
新年の祝賀文のみを送る。受付期間は12月25日から1月6日までで、頼信紙の郵便切手欄に「年賀電報」と記載し、本文欄に逓信省で定めた新年祝賀文例からひとつを選び、或はその略号を記し、差し出す。同文電報以外の特殊取扱および着信電報の電報による送達は取り扱われない。12月31日までに受け付けられた年賀電報は1月1日の電報取扱時間開始の時刻に受け付けられたものと見なされて名宛人に送達される。送達紙はデザイン、図案が施されている。料金は祝賀文の字数にかかわらず定額。ほかに日満年賀電報、外国和文祝賀電報、新年祝賀特別外国電報などがある。
新年祝賀文例は、略号 - 文例の順番で
- イ - 謹ミテ新年ヲ賀ス
- ロ - 謹ミテ新年ノ御祝詞ヲ申上ゲマス
- ハ - 明ケマシテ御芽出度ウ御座ヒマス
- ニ - 新玉ノ年ノ始ノ御寿芽出度ク御祝ヒ申上ゲマス
- ホ - 謹ミテ新年ヲ賀シ御尊家ノ万福ヲ祈ル
- ヘ - 謹ミテ新年ヲ賀シ平素ノ御無音ヲ謝ス
- ト - 謹ミテ新年ヲ賀シ倍旧ノ御愛顧ヲ願フ
- チ - 新年御芽出度ウ御座ヒマス相変ラズ御引立テヲ願ヒマス
- リ - 謹ミテ年頭ノ御挨拶ヲ申上ゲ益〻御繁栄ヲ祈ル
- ヌ - 謹ミテ新年ヲ賀ス早々賀詞ヲ賜リ難有存ジマス
- ル - 洋上ヨリ遙ニ故国ノ新年ヲ賀ス
- ヲ - 新年ヲ賀シ御安着ヲ待ツ
- ワ - 謹ミテ新年ヲ賀シ一路平安ヲ祈ル
- カ - 新年御芽度ウゴザヒマス当方皆無事御安心下サイ。

慶弔電報
好評だった年賀電報を儀礼電報にも拡大したもの。内地だけでなく、外地や艦船・航空機へも発着できた。
|          |          | 略号/番号 | 文例                                               |
| -------- | -------- | --------- | -------------------------------------------------- |
| 慶祝文例 | 出産     | イ        | 御安產ヲ祝ス                                       |
| 慶祝文例 | 入学     | ロ        | 御入學ヲ祝ス                                       |
| 慶祝文例 | 入学     | ハ        | 御入學御目出度ウ                                   |
| 慶祝文例 | 合格     | ニ        | 御合格ヲ祝ス                                       |
| 慶祝文例 | 卒業     | ホ        | 御卒業ヲ祝ス                                       |
| 慶祝文例 | 卒業     | ヘ        | 御卒業御目出度ウ                                   |
| 慶祝文例 | 結婚     | ト        | 御結婚ヲ祝ス                                       |
| 慶祝文例 | 結婚     | チ        | 華燭ノ盛典ヲ祝シ御多幸ヲ祈ル                       |
| 慶祝文例 | 結婚     | リ        | 謹ミテ御婚礼ヲ御祝ヒ申シマス                       |
| 慶祝文例 | 栄転     | ヌ        | 御榮轉ヲ祝ス                                       |
| 慶祝文例 | 栄進     | ル        | 御榮進ヲ祝ス                                       |
| 慶祝文例 | 入選     | ヲ        | 御入選ヲ祝ス                                       |
| 慶祝文例 | 入賞     | ワ        | 御入賞ヲ祝ス                                       |
| 慶祝文例 | 当選     | カ        | 御當選ヲ祝ス                                       |
| 慶祝文例 | 優勝     | ヨ        | 御優勝ヲ祝ス                                       |
| 慶祝文例 | 成功     | タ        | 御成功ヲ祝ス                                       |
| 慶祝文例 | 安着     | レ        | 御安着ヲ祝ス                                       |
| 慶祝文例 | 帰朝     | ソ        | 無事御歸朝ヲ祝ス                                   |
| 慶祝文例 | 寿賀     | ツ        | 還歷ノ御祝典ヲ賀ス                                 |
| 慶祝文例 | 会合     | ネ        | 御盛會ヲ祝ス                                       |
| 慶祝文例 | 落成     | ナ        | 新築落成ヲ祝ス                                     |
| 慶祝文例 | 開業     | ラ        | 御開業ヲ祝ス                                       |
| 慶祝文例 | 開業     | ム        | 御開店ヲ祝シ御繁榮ヲ祈ル                           |
| 慶祝文例 | 入営     | ウ        | 御入營ヲ祝ス                                       |
| 慶祝文例 | 凱旋     | ヰ        | 光輝有ル凱旋ヲ祝ス                                 |
| 慶祝文例 | 共通     | ノ        | 御盛典ヲ祝ス                                       |
| 慶祝文例 | 共通     | オ        | 御目出度ウ                                         |
| 慶祝文例 | 共通     | ク        | 謹ミテ御祝ヒ申シマス                               |
| 慶祝文例 | 出発     | ヤ        | 晴ノ鹿島立ヲ祝シ一路御平安ヲ祈ル                   |
| 慶祝文例 | 出征     | マ        | 御出征ヲ祝シ皇國ノ爲御奮鬪ヲ祈ル                   |
| 弔慰文例 | 弔慰文例 | 一        | 謹ミテ御逝去ヲ悼ム                                 |
| 弔慰文例 | 弔慰文例 | 二        | 謹ミテ御悔ミ申ス                                   |
| 弔慰文例 | 弔慰文例 | 三        | 謹ミテ哀悼ノ意ヲ表ス                               |
| 弔慰文例 | 弔慰文例 | 四        | 御逝去ヲ悼ミ御冥福ヲ祈ル                           |
| 弔慰文例 | 弔慰文例 | 五        | 御永眠謹ミテ御悔ミ申シマス                         |
| 弔慰文例 | 弔慰文例 | 六        | 謹ミテ護國ノ英靈ニ對シ敬弔ノ意ヲ表ス               |
| 弔慰文例 | 弔慰文例 | 九        | 御尊父樣ノ御逝去ヲ悼ミ謹ミテ御悔ミ申シマス         |
| 弔慰文例 | 弔慰文例 | 十        | 御母堂樣ノ御逝去ヲ悼ミ謹ミテ御悔ミ申シマス         |
| 年賀文例 | 年賀文例 | エ        | 謹ミテ新年ヲ賀ス                                   |
| 年賀文例 | 年賀文例 | テ        | 謹ミテ新年ノ御祝詞ヲ申シ上ゲマス                   |
| 年賀文例 | 年賀文例 | ア        | 明ケマシテ御目出度ウ御座イマス                     |
| 年賀文例 | 年賀文例 | サ        | 新玉ノ年ノ始ノ御壽芽出度ク御祝ヒ申上ゲマス         |
| 年賀文例 | 年賀文例 | キ        | 謹ミテ新年ヲ賀シ御尊家ノ萬福ヲ祈ル                 |
| 年賀文例 | 年賀文例 | ユ        | 謹ミテ新年ヲ賀シ平素ノ御無音ヲ謝ス                 |
| 年賀文例 | 年賀文例 | メ        | 謹ミテ新年ヲ賀シ倍舊ノ御愛顧ヲ願フ                 |
| 年賀文例 | 年賀文例 | ミ        | 新年御芽出度ウ御座イマス相變ラズ御引立テヲ願ヒマス |
| 年賀文例 | 年賀文例 | シ        | 謹ミテ年頭ノ御挨拶ヲ申上ゲ益御繁榮ヲ祈ル           |
| 年賀文例 | 年賀文例 | ヱ        | 謹ミテ新年ヲ賀ス早早賀詞ヲ賜ハリ難有存ジマス       |
| 年賀文例 | 年賀文例 | ヒ        | 洋上ヨリ遙ニ故國ノ新年ヲ賀ス                       |
| 年賀文例 | 年賀文例 | モ        | 新年ヲ賀シ御安着ヲ待ツ                             |
| 年賀文例 | 年賀文例 | セ        | 謹ミテ新年ヲ賀シ一路御平安ヲ祈ル                   |
| 年賀文例 | 年賀文例 | ス        | 新年御芽度ウ御座イマス當方皆無事御安心下サイ       |
| 年賀文例 | 年賀文例 | ン        | 謹ミテ新年ヲ賀ス皇國ノ爲一層御奮鬪ヲ祈ル           |

#### 新聞電報
新聞紙に掲載する目的で、認可を受けた新聞社または新聞通信社あてに発信される。新聞事業が公共性を帯び、新聞社経営には通信機関を十分に利用しなければその機能を発揮しがたいために、一般の電報よりも料金は低い。1904年7月、外国新聞電報の制度が設けられ、1907年1月、内国新聞電報の取扱が開始された。内国新聞電報は帝国内相互に、外国新聞電報は帝国と中華民国、アメリカ合衆国、およびその他の諸国相互に発着信する。満洲国の内、関東州および満鉄沿線と内地間は内国新聞電報に準じて取り扱われる。
内国新聞電報の取扱を受けるには、新聞社または通信社の持主の名義で、新聞紙題号、掲載事項の種類、発行の定日、発行所および受信人等が記載された申請書に、新聞紙見本1部を添えて、所轄逓信局に差出し認可を受ける。申請は通常2週間程度で認可されるが、認可されれば発信証票の交付を受け、新聞電報差出のつどこれを提示する。その料金は次の通り。
- 内地各地内 - 50字以内25銭、50字以内を増すごとに20銭
- 朝鮮、満洲、芝罘相互間 - 50字以内25銭、50字以内を増すごとに20銭
- 内地小笠原島間 - 50字以内35銭、50字以内を増すごとに30銭
- 内地または小笠原島と台湾、樺太、朝鮮および南洋ヤップ島間 - 50字以内35銭、50字以内を増すごとに30銭
- 内地、台湾、樺太と満洲、芝罘相互間 - 50字以内35銭、50字以内を増すごとに30銭

同文新聞電報料は、それぞれの料金のほぼ半額で、至急新聞電報料は3倍である。このほか1年を通じて毎日発信する電報で、発着局、発受信人および発信時刻の一定したものは、所轄逓信局長の認可を受けて予約新聞電報とすることができる。予約新聞電報は発信人の希望した時刻に送られ、かつ料金も低廉である。新聞電報後納取扱の認可を受ければ料金を1ヶ月分ずつまとめて後払とすることができる。
外国新聞電報の認可申請書は逓信省電務局に提出して認可を受ける。料金は宛地によって異なり、おおむね一般電報料金の4分の1程度である。たとえば、以下のとおりである。
- 上海 - 新聞電報料金8銭、一般電報料金30銭
- ニューヨーク - 新聞電報料金45銭、一般電報料金1円68銭
- ロンドン - 新聞電報料金34銭、一般電報料金1円38銭

外国新聞電報には予約取扱制度はないが、一定の保証金を納めて料金を受信人払とすることができる。その電報を通常は、R.T.P.と称し、外国新聞電報の9割を占める。

#### 特別電報略符号
| 指定事項            | 和文 | 欧文 |
| ------------------- | ---- | ---- |
| 親展                | ニカ | CL   |
| 至急                | ウナ | UR   |
| 至急親展            | ウニ | UC   |
| 照校                | ムニ | TC   |
| 時間外取扱          | ララ | SS   |
| 返信料前納          | ナツ | RP   |
| 返信至急            | ナウ | RU   |
| 返信照校            | ナム | RT   |
| 電報受信報知        | ツニ | PC   |
| 郵便受信報知        | ツツ | PP   |
| 追尾                | チラ | FS   |
| 再送                | ナチ | RF   |
| 夜間配達            | タラ | NS   |
| 翌朝配達            | ヨナ | MR   |
| 同文                | ムヨ | TM   |
| 同文連名            | ヨイ | MA   |
| 電話送達            | ムチ | TF   |
| 艀船配送            | ハホ | BD   |
| 艀船配達料受信人払  | ハナ | BR   |
| 別使料電報報知 別使 | マム | XT   |
| 別使料電報報知 艀船 | ハム |      |
| 別使料郵便報知 別使 | マヨ | XM   |
| 別使料郵便報知 艀船 | ハヨ |      |
| 留置                | ムナ | TR   |
| 別使配達            | マツ | XP   |
| 別使配達料受信人払  | マナ | XR   |
| 局特                | ヤム | WT   |
| 外国郵送            | ツタ | PN   |
| 間送電報            | タヨ |      |
| 書留郵便配達        | ツナ | PR   |
| 無緘配達            | ナレ | RO   |
| 停車場掲示          | ムツ |      |
| 着局特定            | ラホ |      |

### 戦後の電報

#### 日本電信電話公社の国内電報
戦後、長らく日本の国内電報は日本電信電話公社が取り扱っていた。

##### 打電の方法
- 電報局への電話申込み
- 電報局・電話局・郵便局の窓口（頼信紙に記入）
- 電報配達員への依頼
- 電報取扱駅の窓口
- 車掌への依頼

##### 種類
- 市内電報
  - 普通電報のうち、発信局の配達区域内または発信局と同一市町村宛の電報。東京都内においては23区内宛の電報。
- 市外電報
  - 普通電報のうち市内電報以外のもの。
- 至急電報（ウナ電）
  - 夜間配達される電報。通常の普通電報は午後9時以降の受付分は翌日午前7時以降配達となっていた。至急電報を指定する略符号は、URGENTから取られた"UR"であったが、英文モールス符号での"UR"に対応する和文モールス符号「ウナ」を、和文電報での略符号としていたことからこの名がある[注釈 6]。料金は普通電報の2倍（1961年6月）。至急電報は1976年に廃止された。
- 照合電報
- 同文電報
- 親展電報
- 配達日時指定電報
- 通信文付為替電報
- 写真電報
- 模写電報
- 修学旅行電報
- 案内電報
- 広告電報
- 発信人局待電報
  - 発信人が急いで返信を受け取りたい場合あるいは発信人が自らの所在を相手方に知らせたい場合に電報の差出人が発信局で待っていることを受取人に知らせる電報。返信は局留とする。追加料金5円（1961年6月）。
- クリスマス電報

#### 国際電信電話株式会社の国際電報
戦後、長らく日本の国際電報は国際電信電話株式会社（KDD）が取り扱っていた。

##### 種類
- 通常電報
- 書信電報
- 至急電報
- 照合電報
- 同文電報
- 返信料前払電報
- 無線電報
- 新聞電報

## 言葉や金融への影響

### 電報文体
内国電報の字種は永らくカタカナと一部の記号等に限られ（ただし、大北電信会社による外国電報では、電碼による漢文が使用できた）、かつ電報料は濁点・半濁点・空白・句読点を含めた字数で課金されるため、通常の敬語は一般には用いられず、丁寧ながらも簡潔な文語体の文章をカナ化しかつ濁点・半濁点を省略するのが一般的であった（例としてお出でくださいを「オイデコウ」など）。また、単語そのものを略語化した電報略号や符丁も多用された。KDDによる外国電報では英数字のみが使え、電報料は字数課金であったため、内国電報と同様に電略や符丁も多用された。電報により送達される文章、又はその文体を電文といった。

#### 電報文体の例
- “チチキトクスクカエレ”（父危篤すぐ帰れ）：お父さんが危篤だから、大至急実家に戻りなさい
- “ヘンシンコウ”（返信乞う）：返事をお願いします
- “ヒゼウ”：非常
- “アトフミ”（後、文）：詳細は後ほど手紙（葉書）で
- “サクラサク“ / “サクラチル“：大学入試の合否を知らせる電報。サクラサク（合格）／サクラチル（不合格）は、早稲田大学が1956年に開始した、合否通知で用いられたことに端を発する。またこのほかにも大学ごとに違った定型文が用いられた[14]。
- また、電報の発信等の日付には "ヒ"=日と打った（例：7日なら「7ヒ」）。その文体が緊急連絡を表すものとして文学に取り入れられた。
- 電報の発信等の時刻には"ゼ"=午前、"ゴ"=午後と打った（例：午後7時なら「ゴ7ジ」）。
- 「アー、ヤー、グットマン」/「ゲー、ペー、ウー」：人名や組織名は鈎括弧で括り、区切りには読点が使われた（電報では中点が使用できないため）。

#### 通話表
内国電報を送信する際には通話表により送信されていた。「ヘンシンコウ」の場合は、平和のへ、おしまいのン、新聞のシ、おしまいのン、子供のコ、上野のウのようにする。

#### 電報を送る際の注意
電報を送るには、まず電信局で電報用紙を受け取り、要件を手短に分かりやすく書く必要があった。現代の電子メールとは違って、全文字カタカナ表記で字数制限がある為、電報だけでは詳細な内容は伝えられず、送る側と受け取った側で内容の認識の誤差が生じるなど不便な面もあった。

### 090金融の取立て
闇金融、その中でも090金融の取立てに、慶弔電報（その中でも漆電報）が利用され社会問題となった。そのため、電報の受け取り拒否が可能となった。
また、借金のカタに取り上げた携帯電話から、電報の申し込みを行って多額の料金の踏み倒しを行う行為が多発したため、携帯電話料金とあわせての請求は、1ヶ月5通までとなった。